# Angelika Agoerbasj
Angelika Anatolijevna Agoerbasj (Wit-Russisch: Анжаліка Анатольеўна Агурбаш, Russisch: Анжелика Анатольевна Агурбаш) (Minsk, 17 mei 1970) is een Wit-Russische zangeres, die bekend werd door haar deelname aan het Eurovisiesongfestival 2005.

## Biografie
Vanaf haar jeugd was Agoerbasj al bezig met zowel muziek als theater, ook werd ze al vroeg actief als fotomodel. Haar doorbraak daarin kwam echter op haar achttiende, toen ze Miss Belarus werd en later ook Miss Photo USSR. Sinds 1990 is ze actief als zangeres, ze zong onder andere in Verasy, de groep van Aleksandr Tichanovitsj.
In 2003 verhuisde Agoerbasj naar Moskou om haar carrière uit te bouwen.

### Eurofest 2005

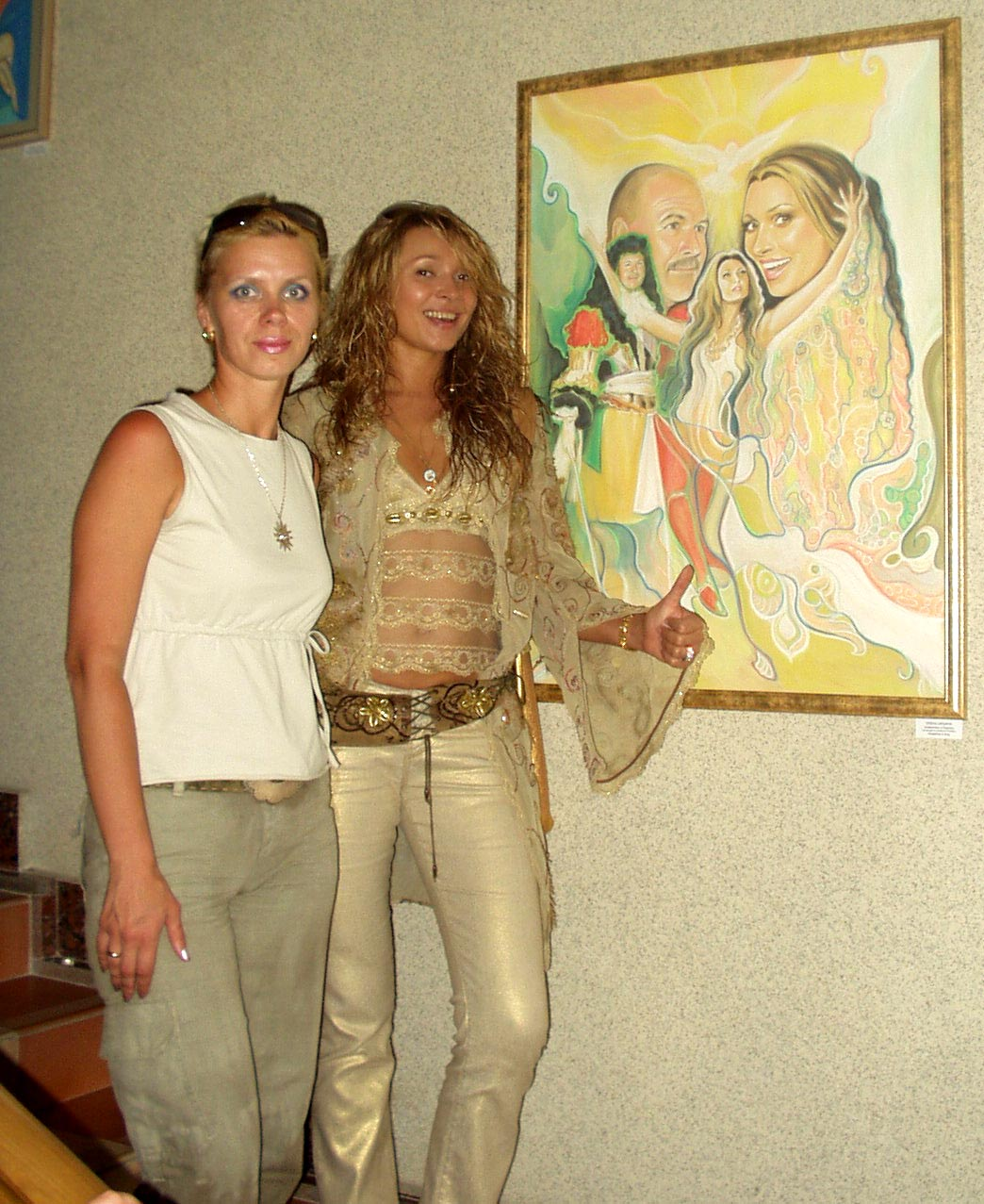
Agoerbasj tijdens de Slavjanski Bazaar in 2005

Agoerbasj werd al eerder een van de favorieten genoemd om Wit-Rusland te vertegenwoordigen op het Eurovisiesongfestival en werd ook vrij vaak hiervoor benadert. In 2005 besloot ze een gooi te doen.
Met het liedje Boys and girls doorliep ze vlekkeloos de voorrondes. Uiteindelijk won ze de finale van 31 januari 2005, wat betekende dat ze haar geboorteland mocht vertegenwoordigen op het Eurovisiesongfestival 2005 in Kiev.
Haar liedje kreeg echter veel kritiek te verduren en er werd ernstig getwijfeld of het liedje Wit-Rusland door de halve finale van het Eurovisiesongfestival zou kunnen loodsen. De Wit-Russische omroep ging op zoek naar vervangen en er werden aan Agoerbasj vervolgens twee andere liedjes aangeboden. Dit waren: Show me your love, honey, geschreven door Svika Pick (die eerder Diva van Dana International schreef) en Love me tonight, geschreven door componist Nikos Terzis en tekstschrijver Nektarios Tirakis (die eerder Shake it van Sakis Rouvas hadden geschreven). Een vakjury besliste uiteindelijk of een van de nieuwe liedjes werd gekozen of dat het 'oude' liedje werd behouden. Er werd gekozen voor Love me tonight als de Wit-Russische bijdrage voor het Eurovisiesongfestival.

### Eurovisiesongfestival
Alvorens was er veel druk op Agoerbasj, een finaleplek werd door de Wit-Russische media verwacht. Agoerbasj trad aan tijdens de halve finale van het Eurovisiesongfestival 2005 op 19 mei. Ze zong als achtste die avond, net voor Glennis Grace, die Nederland dat jaar vertegenwoordigde. Ze werd dertiende, met 67 punten, wat niet genoeg was voor een finaleplaats. Alhoewel het tot dan toe de beste prestatie was van Wit-Rusland op het Eurovisiesongfestival. Dit werd twee jaar later verbroken door Dmitri Koldoen, die de eerste Wit-Rus werd die de finale haalde.

### Na het Eurovisiesongfestival
Door de onverwachte nederlaag van Agoerbasj kelderde haar populariteit in Wit-Rusland, maar ook in Rusland werd ze minder populair.
In 2007 wilde Agoerbasj een nieuwe gooi doen naar het Songfestival met het lied Miracle, maar werd gediskwalificeerd. Ze had het lied in de zomer al een keer gezongen tijdens een optreden en volgens de regels van het Eurovisiesongfestival is dat verboden.
Hierna kwam het dieptepunt in haar carrière. Agoerbasj werd door veel journalisten de grond in geboord en haar muziek werd niet meer gewaardeerd.

### Comeback
Tussen 2007 en 2012 bracht Agoerbasj verschillende albums uit, maar geen hiervan wist echt goed verkocht te worden. Ze had echter wel een paar hitjes, maar die zorgden er niet voor dat ze weer heel populair werd onder de bevolking.
In 2015 werd ze uitgenodigd om deel te nemen aan Odin v odin!, de Russische Soundmixshow. Door het televisieprogramma kreeg Agoerbasj weer bekendheid als zangeres. Uiteindelijk eindigde ze als vierde.

## Privéleven
Angelika Jalinskaja's huwelijk was met de Wit-Russische acteur en regisseur Igor Linjov. De twee zijn twee jaar getrouwd geweest.
In 2002 trouwde ze met Nikolaj Agoerbasj en nam ook zijn achternaam aan. Na de scheiding in de 2012 besloot ze om door te gaan met zingen onder de achternaam Agoerbasj.

## Albums
- 1995 — Boemazjnaja loena
- 1997 — Notsj bez sna
- 1999 — Dlja tebja
- 2001 — Prosjtsjalnyj potseloej
- 2002 — Loesjie pesni
- 2005 — Pravila ljoebvi
- 2005 — Belaroesatsjka
- 2007 — Ja boedoe zjit dlja tebja
- 2009 — Ljoebov! Ljoebov? Ljoebov…
- 2010 — Grand Collection
- 2012 — Ty ne znal menja takoj